# Air Samarkand
Air Samarkand is een Oezbeekse start-up luchtvaartmaatschappij met haar hub op Samarkand International Airport in Samarkand. De maatschappij voert charter- en passagiersvluchten uit binnen Azië.

## Geschiedenis
Vanaf april 2022 is begonnen met de oprichting van Air Samarkand. De maatschappij werd opgericht met het doel om chartervluchten uit te voeren in Azië en Samarkand te verbinden met de regio. Op 2 november 2023 werd het eerste toestel, een Airbus A330-300 die voorheen voor China Airlines vloog, ontvangen. Op 27 december 2023 werd de AOC ontvangen en twee dagen later, op 29 december 2023, werd de eerste chartervlucht met passagiers uitgevoerd naar Istanbul. Op 21 maart 2024 werd de eerste geplande vlucht uitgevoerd naar Istanbul Airport.

## Vloot
De vloot van Air Samarkand bestaat uit een volledige Airbus-vloot en zal worden uitgebreid tot 8 toestellen. De vloot van Air Samarkand bestaat uit (april 2024):
| Type            | In dienst | Orders | Opmerkingen             |
| --------------- | --------- | ------ | ----------------------- |
| Airbus A321-231 | 1         | —      | [ 12 ]                  |
| Airbus A321neo  | 1         | —      | [ 13 ]                  |
| Airbus A330-302 | 1         | —      | Komt van China Airlines |
| Totaal          | 3         | —      |                         |

## Bestemmingen
Air Samarkand zal qua vloot flink uitbreiden en het aantal bestemmingen neemt daardoor flink toe. De maatschappij heeft aangekondigd te gaan vliegen naar China, Indonesië, Maleisië, Turkije en Zuid-Korea. Ook andere bestemmingen in Azië, Europa en het Midden-Oosten kunnen worden toegevoegd aan het netwerk. 
Air Samarkand vliegt naar (april 2024):
| Land        | Stad      | Luchthaven                        | Opmerkingen |
| ----------- | --------- | --------------------------------- | ----------- |
| Oezbekistan | Samarkand | Samarkand International Airport   | Hub         |
| Turkije     | Istanbul  | Istanbul Airport                  |             |
| Turkije     | Istanbul  | Luchthaven Istanbul Sabiha Gökçen | Charter     |